# Дети Розенталя
Дети Розенталя — постмодернистская опера в двух действиях композитора Леонида Десятникова на либретто Владимира Сорокина. Мировая премьера состоялась в Большом театре в 2005 году. Опера повествует о клонах («дублях») великих композиторов — Вагнера, Верди, Мусоргского, Чайковского, Моцарта — созданных Алексом Розенталем, учёным, бежавшим из нацистской Германии в СССР.
Постановка оперы в Большом театре поначалу вызвала общественный резонанс, связанный со скандальной известностью автора либретто В. Г. Сорокина, использованием ненормативной лексики, а также маргинальностью персонажей. Однако опера не была снята с постановки и исполнялась во время гастролей в последующие годы. За эту постановку Большой театр был награждён Специальной Премией Жюри на конкурсе «Золотая Маска» в 2006 году.

## История создания
Опера была поставлена по первому почти за 30 лет заказу Большого театра на новую оригинальную оперу. Эдуард Бояков и Пётр Поспелов инициировали и пролоббировали проект в администрации Большого театра. В 2002 году был подписан контракт с композитором Леонидом Десятниковым и писателем Владимиром Сорокиным. Первоначально предполагалось переработать пьесу «Щи» Сорокина, но, чтобы избежать использования ненормативной лексики, было принято решение создать оригинальное либретто. При встрече Л. Десятникова и В. Сорокина в посёлке Кратово в Подмосковье Сорокин предложил: «А давайте напишем оперу о клонах композиторов-классиков».
Вагнер, Верди, Моцарт, Мусоргский и Чайковский были выбраны как самые репрезентативные композиторы для оперного искусства. Соотношение два русских композитора к трём иностранным было выбрано сознательно. При подготовке к работе над либретто Владимир Сорокин ознакомился с либретто «Кольца Нибелунга» Вагнера в переводе начала XX века, переводами либретто опер Верди, с либретто «Хованщины» и «Бориса Годунова» Мусоргского и другими. Десятников разрабатывал музыку к опере на основе работ композиторов XIX века, не ограничиваясь «оригиналами» представленных в опере дублей. В интервью он также отметил, что не может игнорировать современную поп-музыку как потенциальный материал.

## Постановка в Большом театре
Мировая премьера оперы состоялась на Новой сцене Большого театра 23 марта 2005 года. В целом за 229 сезон «Дети Розенталя» были показаны 6 раз.
В постановке участвовали: Александр Ведерников — музыкальный руководитель и дирижёр; Эймунтас Някрошюс — режиссёр-постановщик; Мариус Някрошюс — сценограф; Надежда Гультяева — художник по костюмам; Дамир Исмагилов — художник по свету; Валерий Борисов — главный хормейстер; Игорь Дронов — дирижёр.
| Роль                   | Голос         | Исполнитель         |
| ---------------------- | ------------- | ------------------- |
| Алекс Розенталь        | бас           | Вадим Лынковский    |
| Вагнер                 | контральто    | Евгения Сегенюк     |
| Чайковский             | тенор         | Максим Пастер       |
| Моцарт                 | тенор         | Роман Муравицкий    |
| Верди                  | баритон       | Андрей Григорьев    |
| Мусоргский             | бас           | Валерий Гильманов   |
| Таня                   | сопрано       | Елена Вознесенская  |
| Няня                   | сопрано       | Ирина Удалова       |
| Кела                   | бас-баритон   | Николай Казанский   |
| 1-й соратник Розенталя | тенор         | Оганес Георгиян     |
| 2-й соратник Розенталя | бас           | Александр Короткий  |
| Беженец                | сопрано       | Екатерина Василенко |
| Торговка               | меццо-сопрано | Елена Околышева     |
| Проводник              | тенор         | Владимир Кудряшов   |

Права на постановку находились у Большого театра до 2009 года.
Два показа оперы состоялись во время гастролей Большого в Мариинском 16 и 17 октября 2005 года. 25 и 27 июля 2007 года во время гастролей Большого театра в Финляндии (Савонлинна) постановка «Детей Розенталя» была исполнена в составе: Алекс Розенталь — Вадим Лынковский, Вагнер — Евгения Сегенюк, Чайковский — Максим Пастер, Моцарт — Роман Муравицкий, Верди — Андрей Григорьев, Мусоргский — Валерий Гильманов, Таня — Елена Вознесенская, Няня — Ирина Удалова, Кела — Николай Казанский, Первый соратник Розенталя — Александр Захаров, Второй соратник Розенталя — Александр Короткий, Беженец — Оксана Горчаковская, Бомж — Владимир Красов, Торговка — Елена Новак, Проводник — Александр Архипов.
Концертное исполнение отрывков оперы (вместе с отрывками «Евгения Онегина» Чайковского) состоялось в 2008 году во время гастролей Большого театра в Риге. В 2009 году запись оперы транслировалась по радио Европейским Вещательным Союзом. В 2015 году прошла запись оперы на «Мосфильме». Выпуск фирмой «Мелодия» двух дисков с оперой «Дети Розенталя» планировался весной 2016 года, но затем выпуск был отложен из-за оформления прав и состоялся в начале нового оперного сезона 2016—2017.

## Сюжет
В начале первого действия демонстрируется чёрно-белый «немой» фильм, повествующий о немецком учёном Алексе Розентале, переехавшем в СССР и производящем опыты по дублированию живых существ и людей.
Первая сцена 1й картины происходит в лаборатории Розенталя. Идёт подготовка к дублированию Моцарта. Розенталь и хор учёных поют песню, воспевающую «воскрешение» гениев: «Верю: несовместны гений и смерть!». Голос из репродуктора поясняет этапы дублирования организма по Розенталю. Следует пение Розенталя, Соратников и Генетиков, из которого можно заключить что дублирование прошло успешно. Сцена вторая. Ночь. В гамаках около научного центра спят дубли: Вагнер, Чайковский, Верди и Мусоргский. Появляется Розенталь с колыбелью. Встревоженный Вагнер просыпается и рассказывает содержание своего кошмара: прекрасный лебедь обращается дождём из могильных червей. Просыпаются остальные дубли, Розенталь сообщает им об успешном дублировании Моцарта.
2я картина. Место событий: веранда дачи Розенталя. Дуэт Няни и Чайковского: они сетуют, что Моцарт родился после войны и она уже не может вскормить его грудью, как остальных дублей. Чайковский переживает: «Как сложен мир! / Как страшно в нем / И странно!» Розенталь вносит новорождённого Моцарта. Остальные Дубли и Няня вспоминают, как их вносили в дом после рождения. При упоминании подаренных Сталиным детских игрушек на сцену выходят Игрушки и танцуют. Розенталь признаётся, что дублировал композиторов тайно, поскольку программа дублирования должна воспроизводить рабочих: стахановцев и т. п. Затем следует череда изображений лидеров страны, демонстрирующая постепенное уменьшение финансирования программы дублирования до полного прекращения при Ельцине. В конце появляется большой траурный портрет Розенталя с датами: 1910—1992. Голос сообщает, что у государства нет средств на содержание дублей.
Второе действие начинается 3й картиной, события которой разворачиваются на Площади трёх вокзалов в Москве в 1993 году. Отъезжающие, Таксисты, Беженец, Наперсточники, Бомж, Проститутки, Торговцы поют каждый о своём. Дубли дают музыкальное выступление. Проститутка Таня растрогана. Все дубли кроме Моцарта уходят в кабак, он остаётся с Таней. Происходит переход к первой сцене 4й картины: Моцарт и Таня поют об их любви. Вмешивается сутенёр Кела. Верди платит за Таню отцовскими золотыми часами, выкупая её у Келы. Моцарт и Таня зовут всех на свою свадьбу: «Всё побеждает любовь!» Кела досадует, что у него увели проститутку: «Недолго свадебка продлится! / Пеняй, оторва, на себя!» Во второй сцене все персонажи вокзала вновь выбегают на сцену. Свадьба, все веселятся. Таня зовет всех дублей поехать с ней и Моцартом жить в Крым к её матери. Прибывает их поезд. Мусоргский предлагает выпить водки «на посошок». Вскоре дубли и Таня начинают чувствовать себя плохо и падают на землю.
5я картина показывает Моцарта лежащим в больничной койке в больнице Склифосовского. Следует диалог Моцарта и Голоса, объясняющего, где он находится и что все дубли и Таня умерли от крысиного яда, подсыпанного Келой. Моцарт выжил, так как его оригинал был отравлен ртутью и организм выработал на её соединения иммунитет. Пение Моцарта перемежается цитатами из партий Дублей и Тани, пока они все не угасают; Моцарт остаётся один.

## Структура оперы
Опера Десятникова является постмодернистской в музыке: каждому из дублей композиторов соответствует мотив в творческой манере их «оригиналов». Отсылки в музыке не ограничиваются дублями композиторов, в частности, можно также заметить стилистическое влияние Шостаковича.
Либретто является концептуальной основой, поддерживающей музыкальную структуру оперы через разделение на картины, стилизованные под соответствующих композиторов. Вагнер в первой картине описывает приснившийся ему кошмар, перекликающийся с образом божественного лебедя. Во второй картине дуэт Чайковского с Няней пародирует «Евгения Онегина». В третьей картине персонажи и массовые сцены отсылают зрителя к «Борису Годунову» Мусоргского. Четвёртая картина посвящена Верди, что достигается через дуэт Моцарта и Тани, а также вставками итальянского текста. Однако трудно найти отсылки к творчеству Моцарта, возможно, по причине трудности пародирования его музыки.
- «Лоэнгрин» — опера Вагнера по мотивам легенды о рыцаре-лебеде (иллюстрация А. фон Хеккеля)
- Дуэт няни и Татьяны «О чём же, Таня» из оперы «Евгений Онегин» П. Чайковского[43]
- Сцена царского коронования из оперы «Борис Годунов» М. Мусоргского (дизайн А. Головина для постановки С. Дягилева в Париже)
- Примером любовного дуэта Верди может служить Un dì, felice, eterea из первого акта «Травиаты» — наиболее исполняемой оперы композитора[44] (на иллюстрации современная постановка Р. Уилсона)

## Реакция
Постановка оперы в Большом театре вызвала споры и даже скандалы как в театральном обществе, так и за его пределами.
По мнению И. В. Смирнова, проблема состояла уже в самом факте сотрудничества Большого театра «с „писателем“, который прославился „стёбом“ на тему концлагеря Дахау, а также тем, что оскорблял А. Ахматову такими словами, какие постеснялся бы нацарапать на стене пьяный подросток». Профессионалы, пишет Смирнов, привлечённые по сугубо материальным соображениям к распространению «похабщины», «успешно освобождаются от творческой индивидуальности»; поклонники Эймунтаса Някрошюса «не смогли выдавить из себя сколько-нибудь убедительного доброго слова по поводу его участия в „Детях Розенталя“».
Группа депутатов российской думы выразила протест против использования нецензурной лексики и изображения маргинальных персонажей на сцене Большого. 4 марта 2005 года сразу 293 депутата сделали запрос в адрес думского Комитета по культуре, чтобы тот «проверил информацию о постановке на Новой сцене Большого театра оперы „Дети Розенталя“». Как отметила Е. Любарская, ненормативная лексика в опере умеренна («бабло», «стерва», «паскуда», «лох» и «оторва»), а персонажи, зарабатывающие на жизнь проституцией, встречаются уже в «Травиате». K. Кокшенёва на это возражает, что по сути предлагается «новый критерий для постановок на „государственной сцене“ — пресса должна рукоплескать записному провокатору лишь за то, что в его либретто … для Большого театра … нет нецензурщины».
Вместе с тем, очевидец премьерной постановки Игорь Камиров отметил, что протестующих думцев было только четверо вместо обещанных сорока, и они не проявили большой активности.

## Оценки критиков
К. Кокшенёва отмечает, что постмодернистские оперы, состоящие из фрагментов великих оперных произведений прошлого, были представлены в Европе уже с 1980-х годов. Она подвергает жёсткой критике «модернизм» как в искусстве в целом, так и на примере оперы Десятникова. Она считает, что постмодернистские приёмы вообще и в «Детях Розенталя» в частности не развивают искусство, а только копируют, примитивно тиражируют ранее созданное.
Гюляра Садых-заде дала положительную оценку опере, отметив, что «современные авторы вполне способны написать жизнеспособную, интересную и глубокую театральную музыку». Она считает, что опера вписана в русло традиции классической русской оперы; музыка энергична, композитор через контрасты общается с публикой и вовлекает её в диалог. Она указывает, что музыка не является явно стилизованной под композиторов прошлого, скорее она мимикрирует под их работы и в целом выражает коллективное музыкальное сознание современников.

### Постановка Э. Някрошюса
В целом постановка получила противоречивые отзывы. И. Камиров отмечает, что постановка Э. Някрошюса во многом сходна с его более ранней постановкой «Макбета», не внося никаких новаций. Постановка вызывает разочарование: повторение приёмов (гроб в просцениуме, который преобразуется в разные помещения, длинные шесты и верёвки в руках загадочных персонажей, красные тряпки для обозначения крови), которые успешно осовременивали старую работу Верди, выглядит слишком прямолинейно по сравнению с игрой смыслов, заложенной в сюжет и музыку. Сам композитор остался не вполне доволен сценической постановкой. Г. Садых-заде похвалила бережное и ответственное отношение оркестра и дирижёра Александра Ведерникова к исполняемому материалу.

## Номинации и награды
В 2006 году Большой театр получил за постановку оперы «Дети Розенталя» премию «Золотая Маска» («Специальную Премию Жюри») с формулировкой «за инициативу в развитии современной российской оперы» . Опера также была выдвинута на «Золотую маску» в номинациях: «Лучший спектакль в опере», «Лучшая работа дирижёра», «Лучшая работа режиссёра», «Лучшая женская роль» (Елена Вознесенская в роли Тани).